# Bobby Rock
Bob Brock (nacido como Robert Brock; Livermore, California, 13 de julio de 1963), más conocido como Bobby Rock, es un baterista de rock estadounidense con base en Los Ángeles, California. Fue estudiante del Berklee College of Music en Boston, Massachusetts, y trabajó con varias bandas de hard rock y heavy metal.

## Carrera
Llegó a la fama con la banda Vinnie Vincent Invasion. Tras dos álbumes y sus respectivas giras con Vinnie Vincent, grabó con Nitro y luego se unió a la banda Nelson. Más adelante pasaría a trabajar con Hardline y después reunió con sus excompañeros de Vinnie Vincent Invasion, Mark Slaughter y Dana Strum, para formar parte de una gira con Slaughter, tomando el lugar del baterista Blas Elias, el cual tenía un compromiso con el Blue Man Group en Las Vegas.
Bobby Rock también ha tocado con Gary Hoey y Carnival of Souls, y continúa viajando por el país dando conferencias de batería.

## Solista
Bobby Rock también ha lanzado material como solista en su propia discográfica, Paranormal Records. Su primer EP, Groovin' in Tongues, de 1994, es un conjunto de canciones originales junto con algunos covers como "Climbing Up The Ladder" y "Frankenstein". Este fue un homenaje a su tiempo en una banda de hardcore funk de Lyon Ave., más conocida como Fifth Ward, de Houston, Texas, después de su estudios en Berklee. También cuenta con una adaptación de un solo de batería titulado "Pedal to the Metal", de su video instructivo Metalmorphosis, con toda la banda tocando junto al solo.
Su segundo lanzamiento, Out of Body, de 1996, es un disco de rock progresivo realizado con el guitarrista Brett Garsed, quien había sido compañero de Bobby Rock en la banda Nelson, y con el bajista Carl "The Fox" Carter, quien había sido su compañero de clase en Berklee. El álbum cuenta con algunos cortes instrumentales con cambios complejos y patrones rítmicos. También incluye covers de las canciones "Roundabout", de Yes, y "Walk This Way", de Aerosmith, junto con dos cortos solos de batería.
En 1999, Bobby Rock lanzó Snap, Crackle y Pop: Live, que incluye una selección de canciones de una gira realizada con el guitarrista Neil Zaza y el bajista Bill "The Buddha" Dickens. El álbum contiene varias composiciones nuevas, tanto de Bobby Rock como de Zaza, y covers de las canciones "I Wish", de Stevie Wonder, y "Jungle Boogie", de Kool & the Gang, junto con un solo de batería titulado "Quadzilla".

## Vídeos
Bobby Rock ha lanzado dos vídeos instructivos de batería, Metalmorphosis, en 1989, y The Zen of Drumming, en 2001.

## Otras actividades
Rock es un entrenador personal certificado, nutricionista y un devoto vegano. También es partidario de los derechos de los animales y tiene muchos enlaces en su sitio web para promover sus ideas personales. También está fuertemente interesado en la meditación y la filosofía oriental.